# Daviesia pachyphylla
Daviesia pachyphylla är en ärtväxtart som beskrevs av Ferdinand von Mueller. Daviesia pachyphylla ingår i släktet Daviesia, och familjen ärtväxter. Inga underarter finns listade i Catalogue of Life.